# Indian Health Service

Logo van de Indian Health Service

De Indian Health Service (IHS) is een Amerikaanse federale overheidsdienst. Het is een zogenaamde operating division van het United States Department of Health and Human Services (HHS), het ministerie van Volksgezondheid en Sociale Zaken. IHS regelt gezondheidszorgen voor leden van federaal erkende indianenstammen in de Verenigde Staten. IHS staat in 36 staten in voor de zorgen van 2,2 miljoen inheemse Amerikanen. Het agentschap heeft 26 ziekenhuizen, 59 wijkgezondheidscentra en 32 gezondheidsposten in eigen beheer. Daarnaast zijn er 33 gezondheidsprojecten in stedelijke omgevingen. Verschillende stammen zijn actief betrokken bij de werking van IHS, andere hebben eigen zorgsystemen. Het IHS-systeem is afhankelijk van een jaarlijkse toelage van het Congres.